# Nagyszokoly
Nagyszokoly (németül: Großsokau, latinul: Zecul) község Tolna vármegyében, a Tamási járásban.

## Fekvése
A Külső-Somogyi dombságban fekszik, Tamásitól mintegy 15 kilométernyire észak-északnyugati irányban.

### Megközelítése
Legegyszerűbben a 65-ös főútról Iregszemcsénél letérve, a 6407-es úton közelíthető meg, ugyanezen az úton érhető el Simontornya-Ozora-Fürged felől is, bár Fürged után az út egy 3,5 kilométeres szakasza burkolatlan. A környező települések közül Magyarkeszivel, Felsőnyékkel és Szabadhídvéggel a 6409-es út köti össze Nagyszokolyt.

## Története
A község a Dél-dunántúli régió részét képzi, Tolna vármegye észak-keleti sarkában fekszik a Balaton és a Kapos völgye között. Korábbi elnevezései: Zecul, Zokol, Sokal. A mai is hivatalban lévő elnevezése 1903 óta használatos. A község és környéke is egyaránt már az ókor óta lakott volt, melyet számos kelta és római-kori lelet bizonyít.
III.Béla magyar király uralkodása alatt a Máltai lovagrend épített itt kolostort. 1187. július 23-án kelt pápai bulla szerint (melyet III.Orbán pápa adott ki) a község a Máltai lovagrend tulajdonát képzi. Sőt Nagyszokoly északi határában lévő Béka-pusztán még a Templomos lovagrend is megtelepedett, míg a tatárjárás után el nem tűntek. Anjou Izabella magyar királyné 1285. évi oklevele a területet így említi: "terra conditionariorum nostrorum Zecul vocata". A község 1327-ben királynői birtokként szerepelt, majd Luxemburgi Zsigmond 1403-ban Ozorai Pipónak adományozta. Ettől kezdve pedig a község részben, de az ozorai várhoz tartozott, részben pedig köznemesi birtokként létezett.
A vesztes mohácsi csata után a falu népe felvették a harcot a Johannitákkal együtt az átvonuló oszmán sereggel. Végül viszont a templom és a kolostor körül lejátszódó számtalan áldozattal járó összecsapásból vesztesként jöttek ki. Szokolyból csupán csak a templom romjai, továbbá számtalan ház maradt fenn a Tabánnak elnevezett településrészen. A török hódoltság első pár évtizedét bármiféle összecsapás nélkül vészelte át a falu. Ugyanakkor az oszmánok itt léte alatt, Szokoli Musztafa még egy fürdőt is építtetett a romokban álló templom belsejébe.

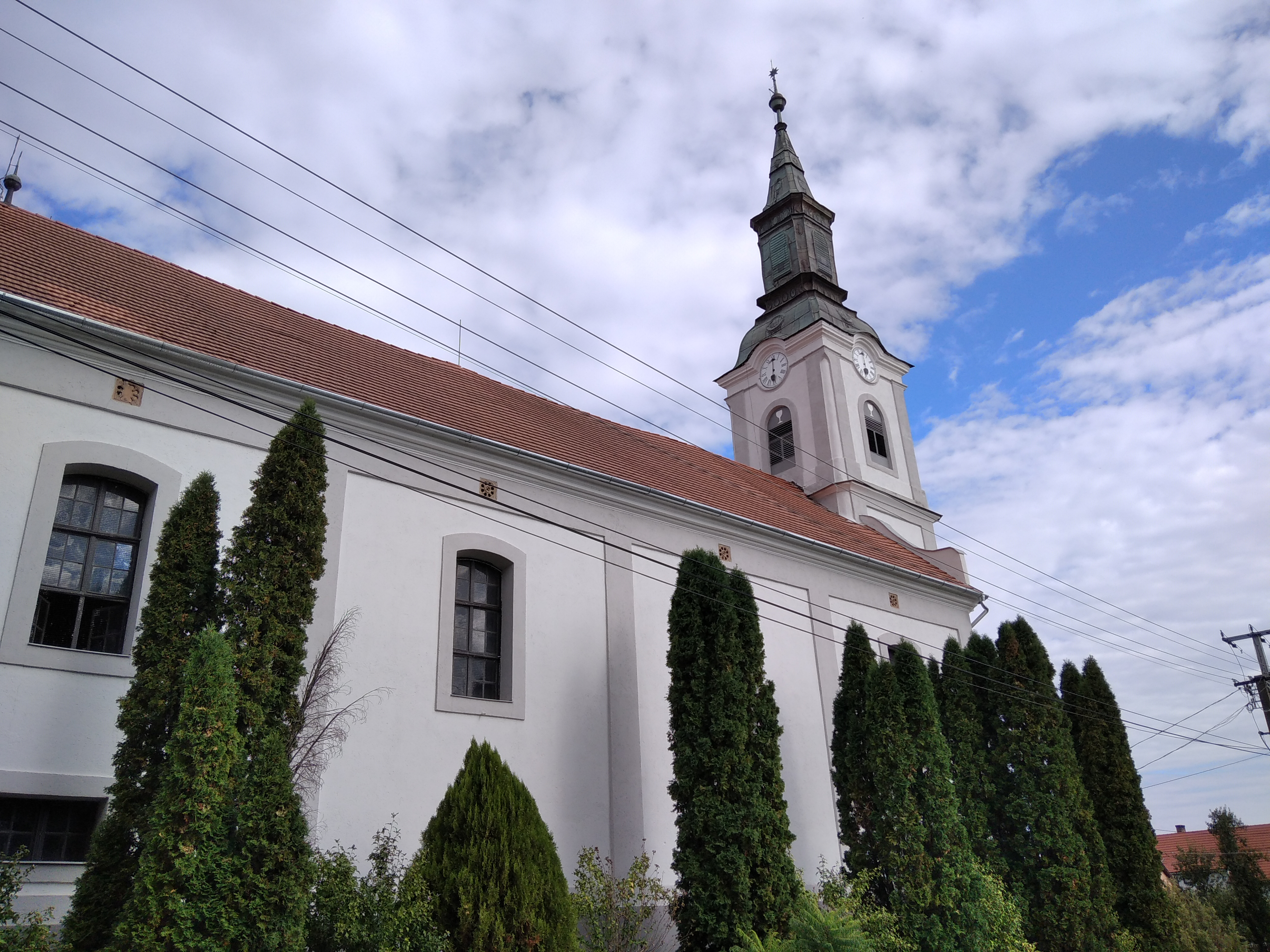
A református templom

A 17. században indult hanyatlásnak a község. Az adóterhek, a portyázó szabadcsapatok, továbbá a 15 éves háború alatti fosztogatások miatt egyre nehezebbé vált az élet. Mégis a legnagyobb pusztítást a török kiűzetésekor szenvedte el, végül pedig teljesen elnéptelenedett.
1720-ban kezdődött Nagyszokoly újkori története. Ekkor ugyanis Papp Kovács János pap azzal a kérelemmel fordult gróf Esterházy Józsefhez, hogy engedélyezze az üldözött igali kálvinisták letelepülését a szokoli pusztában. 1720. január 24-én az engedélyt meg is kapja József aláírásával ellátott telepítési szerződésen. A terület betelepítésével pedig egyszerre megalapult egy szilárd református hitközösség is. A ma is meglévő református templomot 1790-re fejezték be. A római katolikus templom a Johannita kolostor fellelhető építőanyag maradványainak felhasználásával épült meg 1748-ban, mára pedig már országos műemlék. A lutheristák és kálvinisták 1737-ben települtek be ide Magyarkeszi községéből, az evangélikus templomukat pedig 1808-ra fejezték be. A községre már ekkor is nagyon jellemző volt az, hogy az eltérő keresztény felekezetek egymás mellett is békésen megéltek, erre utal az is, hogy Nagyszokoly jelenlegi címerében a három jelenlévő felekezet mindhárom szimbóluma megtalálható. A 18. század közepére az egykor elnéptelenedett falu, már jelentős lélekszámmal bírt.
 Az 1848-49-es szabadságharcban hat szokolyi kötődésű katona illetve nemzetőr vett részt, akik a falu kálvinista és zsidó temetőjében nyugszanak.
A település jelen ismert mostani formáját a 19 .század második felében nyerte el. Különlegessége a házak folyamatos számozása mely eltér a szokásos páros-páratlan házszámozástól. Az egyre nagyobb jelentőséggel bíró mezőgazdasággal párhuzamosan mozgalmas társadalmi megmozdulások zajlottak le, mindhárom keresztény felekezet saját iskolát alapított és számtalan egylet és polgári-kör alakult.
Szokoly nagy hírnévre tett szert elhíresült kadarka boráról és a világszerte párját ritkító tormájáról. 1873-ra a község népessége elérte a 2225 főt. A századfordulótól pedig a lovak tenyésztése szintén nagy kultusszá vált. 1915-ben megalapították az országosan is kiemelkedő jelentőséggel bíró Tolnatamási és Vidéke Angol Félvér Lótenyésző Egyesületet.
Nagyszokoly mégis aranykorát az 1940-es évek elején élte. Ebben az időben nagyszokoly lakossága annyi vagyonnal rendelkezett, hogy könnyedén vásárolták fel más települések földterületeit és házait.
A II.világháború után indult el a hagyományos falusi életmód sorvadása. A TSZ-esedés révén, a rendszerváltozás, a privatizáció és a piaci lehetőségek beszűkítésével szüntette meg az addig teljesen jól működő rendszert. 

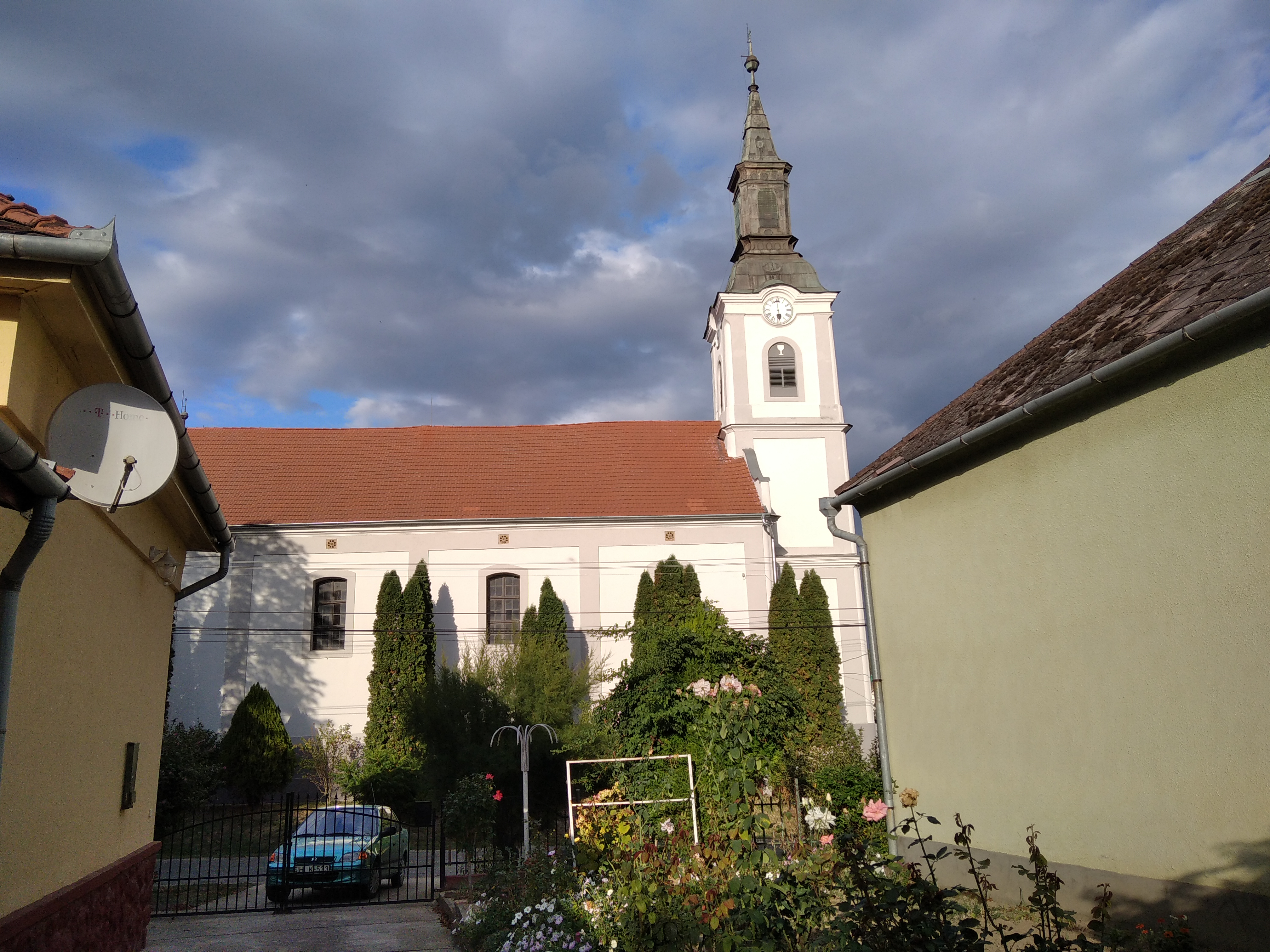

Az utóbbi tíz évben a településen megszűnt a község iskolája, a vasúti közlekedés és a háziorvosi praxis. Sokan a jobb életben bízva elköltöztek, ennek köszönhető a népességszám drasztikus csökkenése. Ez jelenleg 896 fő.

## Közélete

### Polgármesterei
- 1990–1994: Dr. Bíró Ferenc (független)[3]
- 1994–1998: Varga Csaba (független)[4]
- 1998–2002: Fejes István (független)[5]
- 2001–2002: Nagy Károlyné (független)[6][7]
- 2002–2006: Nagy Károlyné (független)[8]
- 2006–2010: Nagy Károlyné (független)[9]
- 2010–2014: Bors Bálint (független)[10]
- 2014–2019: Bors Bálint (független)[11]
- 2019–2021: Bors Bálint (független)[12]
- 2021–2022: Farkas Györgyi Ildikó (független) alpolgármester, ügyvivőként
- 2022–2024: Fejes Benjamin (független)[13]
- 2024– : Fejes Benjamin (független)[1]

A településen az 1994. december 11-én megtartott polgármester-választáson közel rekordszámú, nem kevesebb, mint 9 jelölt indult a faluvezetői posztért, holtversenyben a Békés megyei Múcsonnyal, a Fejér megyei Nadappal, a Jász-Nagykun-Szolnok megyei Jászjákóhalmával, a Nógrád megyei Pásztóval, illetve a Szabolcs-Szatmár-Bereg megyei Nyírtass-sal és Tunyogmatolccsal. Ennél is több, 11 polgármesterjelölt abban az évben csak a szintén szabolcsi Pátroha községben indult.

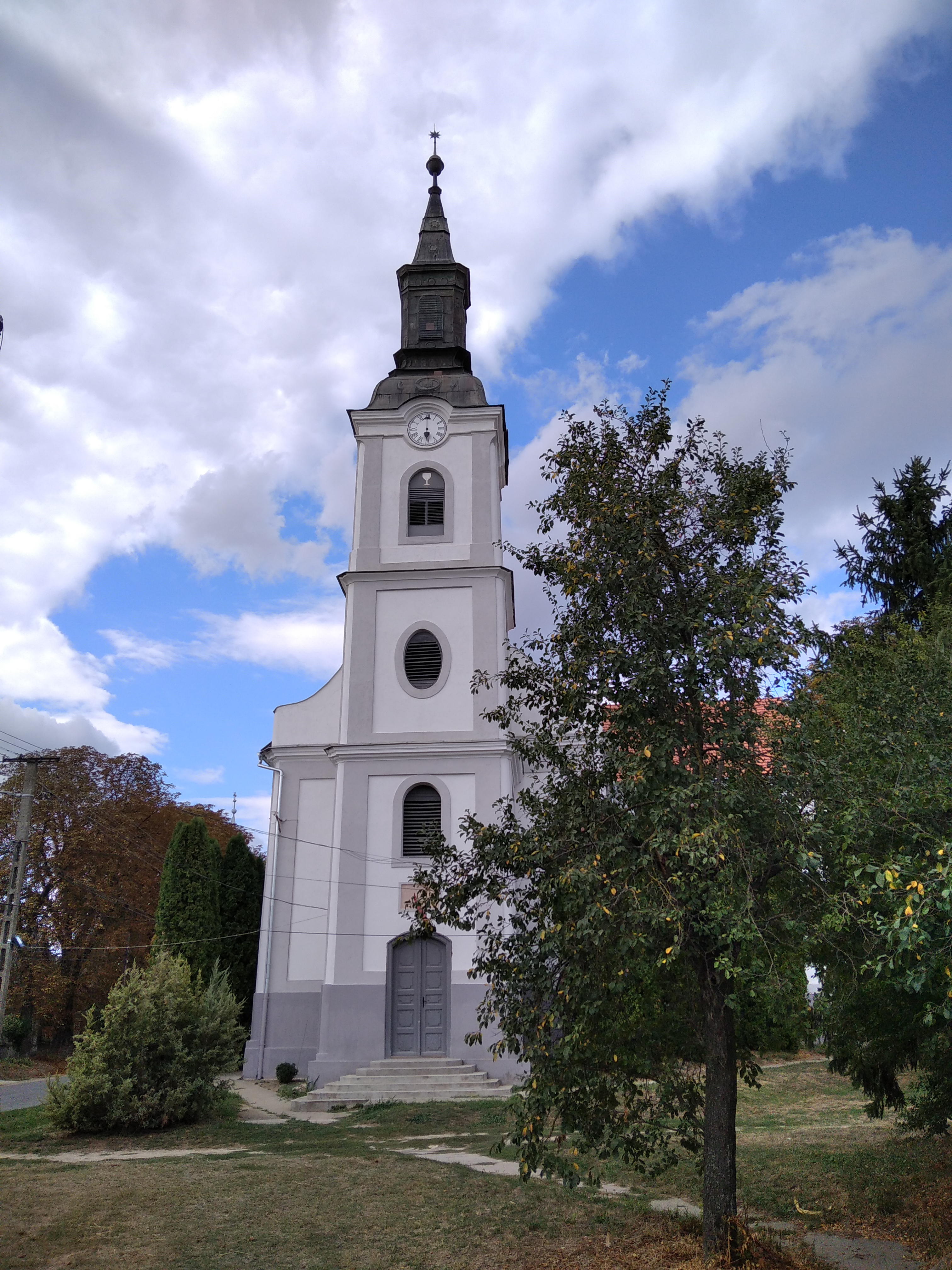
A református templom harangtornya

2001. június 10-én időközi polgármester-választást kellett tartani Nagyszokolyon, mert az előző polgármester néhány hónappal korábban elhunyt.
2021 szeptemberében Bors Bálint nagyszokolyi polgármestert másodrendű vádlottként jogerősen elítélték egy 131 milliós áfa-csalási ügyben. Mivel ezáltal méltatlanná vált a posztjára, időközi polgármester-választást kellett kiírni, amit viszont a koronavírus-járvány miatti korlátozások miatt csak a járvány lecsengését követően, 2022. június 26-án lehetett megtartani; a települést a közbenső időben ügyvivő polgármesterként Farkas Györgyi Ildikó alpolgármester irányította. A választáson hat jelölt indult, 358-an szavaztak érvényesen, s az esemény érdekessége volt, hogy kis híján szavazategyenlőség alakult ki: az első és a második helyezett között mindössze egy, a második és a harmadik helyezett között két szavazatnyi különbség döntött.

## Népesség
A település népességének változása:
| Lakosok száma | 910  | 915  | 905  | 876  | 877  | 870  | 861  |
|               | 2013 | 2014 | 2015 | 2021 | 2022 | 2023 | 2024 |

A 2011-es népszámlálás során a lakosok 87,3%-a magyarnak, 14,3% cigánynak, 0,7% németnek mondta magát (12,2% nem nyilatkozott; a kettős identitások miatt a végösszeg nagyobb lehet 100%-nál). A vallási megoszlás a következő volt: római katolikus 50,6%, református 17,2%, evangélikus 2,5%, görögkatolikus 0,3%, felekezeten kívüli 8,4% (19,7% nem nyilatkozott).
2022-ben a lakosság 91,9%-a vallotta magát magyarnak, 7,6% cigánynak, 0,6% németnek, 0,1-0,1% örménynek, bolgárnak, ruszinnak, ukránnak és románnak, 1,3% egyéb, nem hazai nemzetiségűnek (7,2% nem nyilatkozott; a kettős identitások miatt a végösszeg nagyobb lehet 100%-nál). Vallásuk szerint 42,2% volt római katolikus, 11,1% református, 1,7% evangélikus, 0,3% görög katolikus, 0,1% izraelita, 0,9% egyéb keresztény, 1,8% egyéb katolikus, 17,1% felekezeten kívüli (24,7% nem válaszolt).

## Nevezetességei
- Református templom
- Római katolikus templom
- Sidló Ferenc: I. világháborús emlékmű,[18] 1923-ban emelték
- Evangélikus templom
- Községháza